# Eunice margaritacea
Eunice margaritacea är en ringmaskart som beskrevs av Williams 1853. Eunice margaritacea ingår i släktet Eunice och familjen Eunicidae. Inga underarter finns listade i Catalogue of Life.